# Christopher Timothy

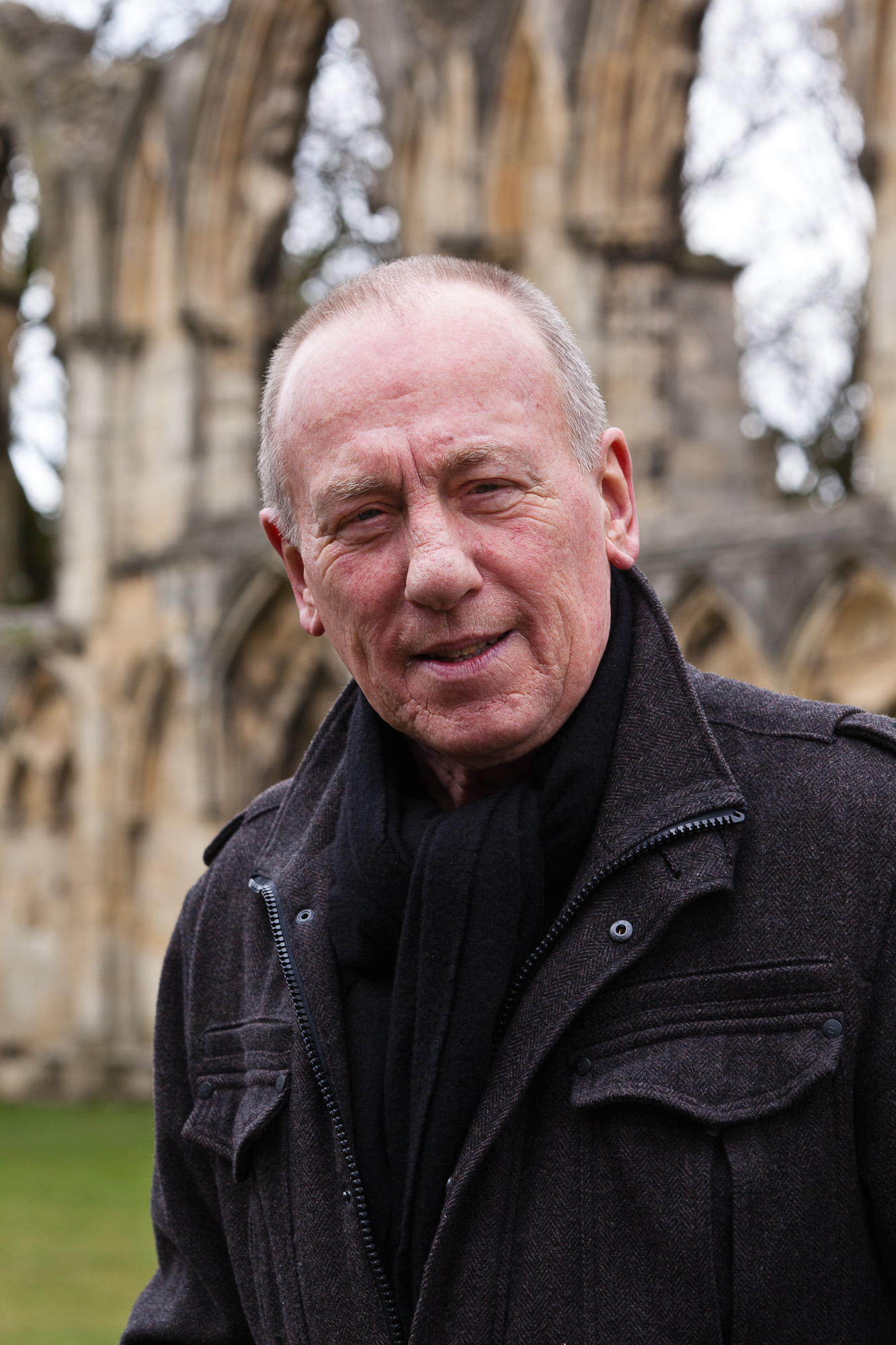
Christopher Timothy (2012)

Christopher Timothy (* 14. Oktober 1940 in Bala, Gwynedd, Wales) ist ein britischer Schauspieler, Regisseur und Produzent.

## Leben
Timothy wurde 1940 als Sohn des BBC-Sprechers Andrew Timothy und dessen Ehefrau geboren. Er besuchte die Central School of Speech and Drama und spielte nach dieser Ausbildung drei Jahre am Londoner Old Vic Theatre.
Nach Auftritten in einzelnen Serienepisoden, unter anderem in Six Dates with Barker, Van der Valk und The Liver Birds, wurde Timothy 1978 als Dr. James Herriot in der erfolgreichen Fernsehserie Der Doktor und das liebe Vieh (All Creatures Great And Small) einem großen Publikum bekannt. Die Serie lief bis 1990. 1993 produzierte Timothy den Reisebericht James Herriot's Yorkshire: The Film. In den Jahren von 2000 bis 2006 stand Timothy wieder als Schauspieler in einer Serie vor der Kamera und verkörperte  Dr. Brendan „Mac“ McGuire  in der britischen Seifenoper Doctors. In einigen Folgen der Serie übernahm Timothy auch die Regie.
Timothy war ab 1965 in erster Ehe mit Susan Boys verheiratet, mit der er zwei Töchter und vier Söhne hat (ein Sohn und eine Tochter wurden adoptiert). Während der Dreharbeiten zu Der Doktor und das liebe Vieh war er eine Zeitlang mit Carol Drinkwater liiert, die die Rolle der Helen Herriot spielte. Da er zu dieser Zeit noch verheiratet war, wurde die Affäre von den englischen Boulevardmedien zu einem Skandal hochstilisiert, weshalb Drinkwater ihre Rolle verlor und angefeindet wurde. 1982 heiratete er Annie Veronica Swatton, mit der er eine Tochter hat.
2008 erkrankte Timothy an Prostatakrebs, hielt dies jedoch vor seinen zu diesem Zeitpunkt bereits erwachsenen Kindern bis zur Gesundung im Jahr 2013 und vor der Öffentlichkeit bis 2018 geheim.

## Filmografie (Auswahl)
- 1965: Othello
- 1968: … unterm Holderbusch (Here We Go Round the Mulberry Bush)
- 1973: Lord Peter Wimsey – Mord braucht Reklame (Murder Must Advertise, Fernsehserie, 4 Episoden)
- 1973–1977: Van der Valk (Fernsehserie, 2 Episoden)
- 1978: Simon Templar – Ein Gentleman mit Heiligenschein (Return of the Saint, Fernsehserie, 1 Episode)
- 1978–1990: Der Doktor und das liebe Vieh (All Creatures Great and Small, Fernsehserie, 90 Episoden)
- 1998–2009: The Bill (Fernsehserie, 2 Episoden)
- 2000–2006: Doctors (Fernsehserie, 955 Episoden)
- 2004–2014: Casualty (Fernsehserie, 5 Episoden)
- 2011: Lewis – Der Oxford Krimi (Fernsehserie, 1 Episode)
- 2017–2019: EastEnders (Fernsehserie, 128 Episoden)
- 2019: Inspector Barnaby (Midsomer Murders) Fernsehserie, Staffel 21, Folge 1: Immer diese teuflischen Details (The Point Of Balance)
- 2020: Shakespeare & Hathaway – Private Investigators (Fernsehserie, 1 Episode)